# Freaky Friday (1976)
Freaky Friday (bra: Se Eu Fosse a Minha Mãe; prt: Não Me Chames Miúda!) é um filme estadunidense de 1976, do gênero comédia fantástica, dirigido por Gary Nelson para a Walt Disney Productions, com roteiro de Mary Rodgers baseado em seu romance homônimo publicado quatro anos antes.

## Elenco
- Barbara Harris ..... Ellen Andrews/Annabel Andrews
- Jodie Foster ..... Annabel Andrews/Ellen Andrews
- John Astin ..... Bill Andrews
- Patsy Kelly ..... Senhora Schmauss
- Dick Van Patten ..... Harold Jennings
- Vicki Shreck ..... Virginia
- Sorrell Booke ..... Senhor Dilk
- Alan Oppenheimer ..... Senhor Joffert
- Ruth Buzzi ..... Treinadora da equipe rival de hóquei
- Kaye Ballard ..... Treinadora Betsy
- Marc McClure ..... Boris Harris
- Marie Windsor ..... Senhorita Murphy
- Sparky Marcus ..... Ben Andrews
- Ceil Cabot ..... Senhora McGuirk
- Brooke Mills ..... Senhora Lucille Gibbons†
- Karen Smith ..... Mary Kay Gilbert
- Marvin Kaplan ..... limpador de tapetes
- Al Molinaro
- Iris Adrian ..... passageira do ônibus
- Barbara Walden ..... Senhora Benson
- Shelly Jutner ..... Hilary Miller
- Charlene Tilton ..... Bambi
- Lori Rutherford ..... Jo-Jo
- Jack Sheldon ..... Lloyd
- Laurie Main ..... Senhor Mills
- Don Carter ..... entregador
- Fuddle Bagley ..... motorista do ônibus
- Fritz Feld ..... Senhor Jackman
- Dermott Downs ..... gerente Harvey
- Jimmy Van Patten

## Sinopse
Uma adolescente e sua mãe acham sua vida muito difícil, em comparação com a da outra. Numa sexta-feira, elas expressam o desejo de trocar de vidas — e a mágica acontece: cada uma passa a viver no corpo da outra.

## Prêmios e indicações
| Prêmio             | Categoria                         | Recipiente                                                 | Resultado |
| ------------------ | --------------------------------- | ---------------------------------------------------------- | --------- |
| Globo de Ouro 1977 | Melhor atriz - comédia ou musical | Jodie Foster                                               | Indicado  |
| Globo de Ouro 1977 | Melhor atriz - comédia ou musical | Barbara Harris                                             | Indicado  |
| Globo de Ouro 1977 | Melhor canção original            | Joel Hirschhorn, Al Kasha ("I'd Like To Be You For a Day") | Indicado  |